# دقوا المزاهر

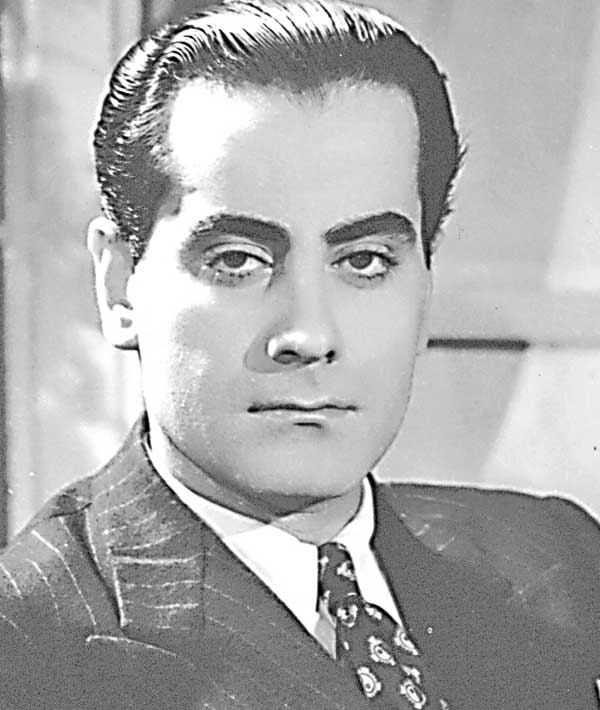
فريد الأطرش (1917 - 1974)

دقوا المزاهر أغنية من ألحان وغناء فريد الأطرش وكتب كلماتها الشاعر الغنائي المصري فتحي قورة. ظهرت الأغنية لأول مرة عام 1952 في فيلم "لحن الخلود" للمخرج هنري بركات وغنتها أثناء أحداث الفيلم المغنية رئيسة عفيفي، من مطربات شارع محمد على، في حفل زفاف بطل الفيلم وحيد (فريد الأطرش) على سهام (مديحة يسري). ظهرت بعد ذلك، بصوت رئيسة عفيفي بالصوت فقط في هيئة مقطع قصير، في فيلم "رسالة غرام" للمخرج هنري بركات عام  1954، وفيلم "أنت حبيبي" للمخرج يوسف شاهين عام 1957.

رئيسة عفيفي (مطربة) 1912 - 1962

## خلفية الأغنية
المعنى اللغوي للعنوان "دقوا المزاهر": حسب معجمات اللغة العربية، كلمة مزاهر هي جمع كلمة (مِزْهَر)، وهو دف كبير يُنقَر عليه. وأحياناً تستخدم كلمة (مِزْهَر) بمعنى عود (من آلات الطرب). والمعنى الإجمالي لعنوان الأغنية هو: يطلب المغني من الحضور أن ينقروا على الدفوف الكبيرة لإحداث إيقاع صاخب يناسب الاحتفالات بالزفاف. كتبها الشاعر الغنائي فتحي قورة، الذي اشتهر بتأليف الأغاني ذات الطابع المرح، بناءاً على طلب الملحن والمغني فريد الأطرش لتكون أغنية مصاحبة لزفة حفل الزواج. كان فيلم "لحن الخلود" يتضمن مشهد طويل لحفل زفاف بطل الفيلم (فريد الأطرش في دور وحيد) على واحدة من بطلات الفيلم (مديحة يسري في دور سهام). دفع الملحن فريد الأطرش بالأغنية لمطربة اعتاد صانعو الأفلام على الإعتماد عليها للغناء فقط، أو الغناء مع الظهور في مشهد واحد فقط كمغنية. المغنية هي "رئيسة عفيفي" وهي ممن احترفن الغناء مع فرق "العوالم" والراقصات في شارع محمد علي (شارع في وسط القاهرة ويبلغ طوله حوالي 2 كيلومتر يمتد من ميدان القلعة وينتهى بميدان العتبة الخضراء، واعتادت فرق الرقص والموسيقى والعوالم وأيضا كومبارسات السينما الإقامة في مساكنه). كان صوت رئيسة عفيفي يناسب أجواء الاحتفالات وقامت بأداء أغنية "دقوا المزاهر" وظهرت في حفل زفاف فيلم "لحن الخلود".

فيلم "لحن الخلود" 1952

## كلمات الأغنية
دقّوا المزاهر يالا ياهل البيت تعالوا
جمّع ووفّق والله وصدقوا اللي قالوا
عين الحسود فيها عود يا حلاوة
عريس قمر .. وعروسته نقاوة
واحنا الليلة دي كدنا الأعادي
ودي العريس اسم الله على حسنه وجماله
قيدوا الشموع واتهنّوا الليلة
عقبالهم كل حبايب العيلة
تبقى السعادة سكّر زيادة
قولوا معايا ان شاء الله يا ربّي يخلّيها له 

## لحن الأغنية
الأغنية من مقام البيات (مقام يختلط به الحزن بالفرح)، وإيقاعها الأساسي هو ايقاع الزفة أربعة على أربعة. بينما يكون الإيقاع الثاني هو ايقاع الملفوف اثنان على أربعة. ايقاع الزفة: اكتسب اسمه نسبة إلى زفة العروس في حفلات الزفاف (خاصة في مصر)، حيث يعزف الموسيقيون على العديد من آلات الإيقاع الصاخبة ويأتي هذا الايقاع ايضاً نتيجة انتقالات من إيقاعات اخرى من وزن 4/4 كالمقسوم والبلدي عندما تُعزف بشكل ابطأ.
تبدأ الأغنية بإيقاع الزفة بدون موسيقى، أي أن المستمع يجد في البداية دق الدفوف مصحوباً بالزغاريد، ثم تبدأ الموسيقى لتكتمل الأغنية في ثلاثة دقائق وثلاثة ثوان.

## النسخ المختلفة للأغنية
كانت رئيسة عفيفي صاحبة النسخة الأولى من أغنية "دقوا المزاهر"  في فيلم "لحن الخلود" ثم أصدرها "فريد الاطرش" بصوته على اسطوانة، كما ظهرت في الأفلام أثناء مشاهد حفلات الزفاف (على سبيل المثال وليس الحصر ظهرت الأغنية في نهاية المسلسل اللبناني "صالون زهرة") ونالت شهرة عريضة مما دعى نجوم الغناء العربي لإصدار نسخهم الخاصة مثل: المغني السعودي "طلال مداح"، المصرية "شريفة فاضل"، اللبناني "فضل شاكر"، اللبنانية "نوال الزغبي"، المغربي "رشيد المريني"، التونسية "مروى بن صغير" والسعودية "موضي الشمراني"، الخليجية "خلود حكمي"، اللبناني "جو أشقر"، السعودي "ماجد المهندس"، القطرية "أشجان"، وأخيراً وليس آخراً النجم السعودي "عبد المجيد عبد الله" الذي قام بإضافة كلمات جديدة وآلات موسيقية حديثة بالإضافة لهندسة صوتية مختلفة لتصل الأغنية لمدة ثمان دقائق وسبع ثوان. تقوم الفرق المختلفة التي تحترف الغناء في حفلات الزفاف في الدول العربية بتقديم "دقوا المزاهر" كما يقدمها فرسان الموسيقى (DJ) مختلطة مع إيقاعات مختلفة وتنتشر إعلانات دعائية لشركات تنظيم الأفراح في الدول العربية وضمنها دعاية لفرسان الموسيقى وخلطهم لأغاني الزواج تتضمن "دقوا المزاهر"، كما قدمها بعض العازفين وأيضا الفرق الموسيقية بدون غناء مثل نسخة عازف الجيتار الشهير عمر خورشيد. كما قدمها اللبناني جو أشقر مع "أبلة فاهيتا" في برنامج "لايف من الدوبلكس". أصبحت الأغنية متوفرة في هيئة تسجيل موسيقي بطريقة "كاريوكي" يمكن عزفها في المناسبات ويضيف الهواة أصواتهم على العزف الموسيقي.

## وصلات خارجية
https://www.imdb.com/name/nm10834121/ دقوا المزاهر (أغنية)
https://www.youtube.com/watch?v=22bJclJCVB4 دقوا المزاهر (أغنية)
https://www.youtube.com/watch?v=w_LtkJjHBns دقوا المزاهر (أغنية)
https://www.youtube.com/watch?v=dopOjajOUGA دقوا المزاهر (أغنية)
https://www.youtube.com/watch?v=IARsOCcW-hY دقوا المزاهر (أغنية)
https://www.youtube.com/watch?v=c4rnEBKC3Q4 دقوا المزاهر (أغنية)
https://www.youtube.com/watch?v=2fVqohXhC1U دقوا المزاهر (أغنية)
https://www.youtube.com/watch?v=-U55cU_4U3Q دقوا المزاهر (أغنية)
https://www.youtube.com/watch?v=SPIWsxM9f5U دقوا المزاهر (أغنية)
https://www.youtube.com/watch?v=uAXUPYc196w دقوا المزاهر (أغنية)
https://www.youtube.com/watch?v=Yn5nMZkbwzU دقوا المزاهر (أغنية)
https://www.youtube.com/watch?v=qWDN3cg5MB8 دقوا المزاهر (أغنية)